# Kamenec (přírodní rezervace)
Kamenec je přírodní rezervace v katastrálním území obce Plavecký Peter v okrese Senica v Trnavském kraji na Slovensku. Území bylo vyhlášeno v roce 1988 a jeho rozloha je 61,62 hektaru. Předmětem ochrany jsou přirozená lesní společenstva Malých Karpat se vzácnými a chráněnými druhy rostlin a živočichů.